# Dolichopeza (Nesopeza) himalayae
Dolichopeza (Nesopeza) himalayae is een tweevleugelige uit de familie langpootmuggen (Tipulidae). De soort komt voor in het Oriëntaals gebied.